# Химна Канаде
О Канадо (енгл. O Canada, фр. Ô Canada) је химна Канаде.

## Стихови на енглеском
-{O Canada!
Our home and native land!
True patriot love in all of us command.
With glowing hearts we see thee rise,
The True North strong and free!
From far and wide,
O Canada, we stand on guard for thee.
God keep our land glorious and free!
O Canada, we stand on guard for thee.
O Canada, we stand on guard for thee.}-

## Стихови на француском
-{Ô Canada !
Terre de nos aïeux,
Ton front est ceint de fleurons glorieux !
Car ton bras sait porter l'épée,
Il sait porter la croix !
Ton histoire est une épopée
Des plus brillants exploits.
Et ta valeur, de foi trempée,
Protégera nos foyers et nos droits.
Protégera nos foyers et nos droits.}-

## Двојезична верзија
-{O Canada!
Our home and native land!
True patriot love in all of us command.
Car ton bras sait porter l'épée,
Il sait porter la croix!
Ton histoire est une épopée
Des plus brillants exploits.
God keep our land glorious and free!
O Canada, we stand on guard for thee.
O Canada, we stand on guard for thee.}-